# Elencos do torneio de futebol dos Jogos Olímpicos de Verão de 1936
Abaixo estão os elencos das seleções que participaram do torneio de futebol dos Jogos Olímpicos de Verão de 1936.

## Áustria
Técnico: James Hogan e  Hugo Meisl
Goleiros
- Eduard Kainberger:Clube - Salzburger AK 1914.Idade - 24 anos (20 de novembro de 1911)
- Josef Lagofsky:Clube - Heeres SV

Zagueiros
- Martin Kargl:Clube - SC Kores.Idade - 23 anos (30 de dezembro de 1912)
- Ernst Künz:Clube - FC Lustenau 07.Idade - 24 anos (23 de fevereiro de 1912)
- Leo Schaffelhofer:Clube - Linzer ASK

Meio-campistas
- Ernst Bacher:Clube - Salzburger AK 1914
- Max Hofmeister:Clube - WSV Donawitz.Idade - 23 anos (22 de março de 1913)
- Anton Krenn:Clube - Polizei SV.Idade - 25 anos (18 de abril de 1911)
- Karl Wahlmüller:Clube - SV Urfahr.Idade - 22 anos (22 de outubro de 1913)

Atacantes
- Franz Fuchsberger:Clube - SV Urfahr.Idade - 25 anos (28 de setembro de 1910)
- Karl Kainberger:Clube - Salzburger AK 1914.Idade - 23 anos (1 de dezembro de 1912)
- Josef Kitzmüller:Clube - SK Admira.Idade - 24 anos (21 de junho de 1912)
- Adolf Laudon:Clube - Salzburger AK 1914.Idade - 23 anos (13 de dezembro de 1912)
- Franz Mandl:Clube - First Vienna FC.Idade - 19 anos (4 de agosto de 1916)
- Klement Steinmetz:Clube - Kapfenberger SV.Idade - 21 anos (23 de março de 1915)
- Walter Werginz:Clube - Klagenfurter AC.Idade - 23 anos (18 de fevereiro de 1913)
- * as posições dos jogadores Alois Homschak,Anton Kleindienst,Josef Ksander e Karl Schreiber são desconhecidas.[1]

## Alemanha
Técnico:Otto Nerz
Goleiros
- Fritz Buchloh:Clube - VfB Speldorf.Idade - 26 anos (26 de novembro de 1909)
- Hans Jakob:Clube - Jahn Regensburg.Idade - 28 anos (16 de junho de 1908)

Zagueiros
- Robert Bernard:Clube - VfR Schweinfurt.Idade - 23 anos (13 de março de 1913)
- Heinz Ditgens:Clube - Borussia Mönchengladbach.Idade - 22 anos (14 de julho de 1914)

Meio-campistas
- Ludwig Goldbrunner:Clube - FC Bayern München.Idade - 28 anos (5 de março de 1908)
- Rudi Gramlich:Clube - Eintracht Frankfurt.Idade - 28 anos (6 de juunho de 1908)
- Paul Mehl:Clube - Fortuna Düsseldorf.Idade - 24 anos (16 de abril de 1912)
- Reinhold Münzenberg:Clube - Alemannia Aachen.Idade - 27 anos (25 de janeiro de 1909)

Atacantes
- Franz Elbern:Clube - SV Beuel 06.Idade - 25 anos (1 de novembro de 1910)
- Jupp Gauchel:Clube - TuS Neuendorf.Idade - 19 anos (11 de setembro de 1916)
- Karl Hohmann:Clube - VfL Benrath.Idade - 28 anos (18 de junho de 1908)
- Ernst Lehner:Clube - Schwaben Augsburg.Idade - 23 anos (7 de novembro de 1912)
- August Lenz:Clube - Borussia Dortmund.Idade - 25 anos (29 de novembro de 1910)
- Otto Siffling:Clube - SV Waldhof Mannheim.Idade - 24 anos (3 de agosto de 1912)
- Wilhelm Simetsreiter:Clube - FC Bayern München.Idade - 21 anos (16 de março de 1915)
- Adolf Urban:Clube - FC Schalke 04.Idade - 22 anos (3 de janeiro de 1914)

## China
Técnico:Yang Cheng Shen
Goleiros
- Pau Ka Ping:Clube -  South China AA.Idade - 27 anos (10 de agosto de 1908)
- Wong Ki Leung:Clube -  South China AA

Zagueiros
- Tam Kong Pak:Clube -  South China AA.Idade - 28 anos (10 de dezembro de 1907)
- Lee Tin Sang:Clube -  South China AA.Idade - 20 anos (4 de abril de 1916)
- Mak Sui Hon:Clube -  Chinese Athletic
- Chua Boon Hay:Clube - Straits Chinese F.A.

Meio-campistas
- Darkie Chan:Clube - Three Clutures.Idade - 30 anos (15 de março de 1906)
- Wong Mee Shun:Clube -  South China AA.Idade - 28 anos (6 de novembro de 1907)
- Tsui Ah Fai:Clube -  Chinese Athletic.Idade - 23 anos (10 de outubro de 1912)
- Leung Wing Chui:Clube -  South China AA
- S. D. Liang:Clube - Three Clutures
- Lee Kwok Wai:Clube -  South China AA

Atacantes
- Fung King Sheung:Clube -  South China AA.Idade - 28 anos (19 de dezembro de 1907)
- Tso Kwai Shing:Clube -  South China AA.Idade - 25 anos (15 de junho de 1911)
- Lee Wai Tong:Clube -  South China AA.Idade - 30 anos (16 de outubro de 1905)
- Suen Kam Shun:Clube - Tung Hwa.Idade - 29 anos (10 de outubro de 1906)
- Ip Pak Wa:Clube -  South China AA.Idade - 29 anos (2 de fevereiro de 1907)
- K. L. Kia:Clube - Tung Hwa
- Tio Hian Guan:Clube -  Tiong Hoa Soerabaja
- Cheuk Shek Kam:Clube -  Chinese Athletic
- Tay Qua Liang:Clube -  South China AA
- Yeung Shui Yick:Clube -  South China AA

## Egito
Técnico:
Goleiros
- Mustafa Mansour:Clube -  Queen's Park F.C..Idade - 22 anos (2 de agosto de 1914)

Zagueiros
- Ali Mohamed El-Sayed Kaf.Idade - 30 anos (15 de junho de 1906)
- Ahmed Halim:Clube - Zamalek.Idade - 26 anos (10 de fevereiro de 1910)

Meio-campistas
- Wagih El-Kashef:Clube - Al-Ahly.Idade - 27 anos (5 de fevereiro de 1909)
- Ahmed Ibrahim
- Hassan El-Far:Clube - Zamalek.Idade - 22 ou 23 anos (1913)
- Helmi Mostafa

Atacantes
- Ani Labib Mahmoud:Clube - Al-Ahly.Idade - 28 anos (25 de agosto de 1907)
- Mahmoud Mokhtar El-Tetsh:Clube - Al-Ahly.Idade - 28 anos (23 de dezembro de 1907)
- Mohamed Latif:Clube -  Rangers F.C..Idade - 26 anos (23 de outubro de 1909)
- Mostafa Taha:Clube - Zamalek.Idade - 26 anos (23 de março de 1910)
- Abdel Karim Sakr:Clube - Al-Ahly.Idade - 17 anos (8 de novembro de 1918)

## Estados Unidos
Técnico:Francis Kavanaugh
Goleiros
- Frank Bartkus:Clube - Brooklyn German Sports Club.Idade - 20 anos (11 de novembro de 1915)
- Robert Denton:Clube - Philadelphia German-Americans

Zagueiros
- Frank Greinert:Clube - Philadelphia German-Americans.Idade - 27 anos (5 de fevereiro de 1909)
- Fred Stoll:Clube - Philadelphia German-Americans
- Fred Zbikowski:Clube - Kearny Scots-Americans.Idade - 23 anos (18 de novembro de 1912)
- John Zywan:Clube - Pittsburgh Castle Shannon

Meio-campistas
- Charles Altemose:Clube - Philadelphia German-Americans.Idade - 23 anos (3 de junho de 1913)
- Edward Begley:Clube - St. Louis Irish Village Club
- James Crockett:Clube - Philadelphia German-Americans.Idade - 26 anos (17 de fevereiro de 1910)
- Bill Fiedler:Clube - Philadelphia German-Americans.Idade - 26 anos (10 de janeiro de 1910)
- Peter Pietras:Clube - Philadelphia German-Americans.Idade - 28 anos (21 de abril de 1908)

Atacantes
- Julius Chimielewski:Clube - Trenton Highlanders
- Andrew Gajda:Clube - Boston Soccer Football Club.Idade - 29 anos (26 de fevereiro de 1907)
- Fred Lutkefedder:Clube - Philadelphia German-Americans.Idade - 26 anos (15 de abril de 1910)
- George Nemchik:Clube - Philadelphia German-Americans.Idade - 21 anos (14 de março de 1915)
- Francis Ryan:Clube - Philadelphia German-Americans.Idade - 28 anos (10 de janeiro de 1908)

## Finlândia
Técnico: Ferdinand Fabra
Goleiros
- Viljo Halme:Clube - Helsingin Palloseura.Idade - 29 anos (24 de janeiro de 1907)
- Paavo Salminen:Clube - HT Helsinki.Idade - 24 anos (19 de novembro de 1911)

Zagueiros
- Frans Karjagin:Clube - HIFK.Idade - 27 anos (12 de junho de 1909)
- Ragnar Lindbäck:Clube - HIFK.Idade - 29 anos (13 de novembro de 1906)
- Arvo Närvänen:Clube - Sudet Viipuri.Idade - 31 anos (12 de fevereiro de 1905)

Meio-campistas
- William Kanerva:Clube - Helsingin Palloseura.Idade - 33 anos (26 de novembro de 1902)
- Eino Lahti:Clube - Vaasan Palloseura.Idade - 21 anos (18 de maio de 1915)
- Jarl Malmgren:Clube - HIFK.Idade - 27 anos (12 de setembro de 1908)
- Armas Pyy:Clube - HJK Helsinki.Idade - 23 anos (27 de maio de 1913)

Atacantes
- Ernst Grönlund:Clube - HIFK.Idade - 33 anos (18 de dezembro de 1902)
- Erkki Gustafsson:Clube - HT Helsinki.Idade - 23 anos (31 de dezembro de 1912)
- Pentti Larvo:Clube - Helsingin Palloseura.Idade - 28 anos (22 de dezembro de 1907)
- Aatos Lehtonen:Clube - HJK Helsinki.Idade - 22 anos (15 de fevereiro de 1914)
- Tauno Paakkanen:Clube - Sudet Viipuri.Idade - 25 anos (8 de março de 1911)
- Yrjö Sotiola:Clube - Helsingin Palloseura.Idade - 23 anos (19 de maio de 1913)
- Kurt Weckström:Clube - HJK Helsinki.Idade - 24 anos (4 de dezembro de 1911)

## Grã-Bretanha
Técnico:William Voisey
Goleiros
- Haydn Hill:Clube - Yorkshire Amateur A.F.C..Idade - 23 anos (4 de julho de 1913)

Zagueiros
- Bertie Fulton:Clube - Belfast Celtic F.C..Idade - 29 anos (6 de novembro de 1906)
- Guy Holmes:Clube - Ilford F.C..Idade - 30 anos (1 de dezembro de 1905)

Meio-campistas
- John Gardiner:Clube - Queen's Park F.C..Idade - 24 anos (23 de dezembro de 1911)
- Bernard Joy:Clube - Casuals F.C..Idade - 24 anos (29 de outubro de 1911)
- Daniel Pettit:Clube - Cambridge University A.F.C..Idade - 21 anos (19 de fevereiro de 1915)
- John Sutcliffe:Clube - Corinthian F.C..Idade - 23 anos (27 de junho de 1913)

Atacantes
- Bertram Clements:Clube - Casuals F.C..Idade - 22 anos (1 de dezembro de 1913)
- James Crawford:Clube - Queen's Park F.C..Idade - 32 anos (21 de maio de 1904)
- John Dodds:Clube - Queen's Park F.C..Idade - 29 anos (10 de janeiro de 1907)
- Maurice Edelston:Clube - Wimbledon F.C..Idade - 18 anos (27 de abril de 1918)
- Lester Finch:Clube - Barnet F.C..Idade - 26 anos (26 de agosto de 1909)
- Joseph Kyle:Clube - Queen's Park F.C..Idade - 22 anos (22 anos (16 de outubro de 1913)
- Frederick Riley:Clube - Casuals F.C..Idade - 24 anos (9 de janeiro de 1912)
- Edgar Shearer:Clube - Corinthian F.C..Idade - 27 anos (6 de junho de 1909)

## Hungria
Técnico:Zoltán Opata
Goleiros *
- László Régi:Clube - BSZKRT.Idade - 25 anos (13 de maio de 1911)
- János Simon:Clube - Pécsi Egyetemi Atlétikai Club

Zagueiros *
- József Berta:Clube - Tokodi ÜSC.Idade - 23 anos (25 de outubro de 1912)
- Kálmán Kovács:Clube - Szegedi Kolozsvári Egyetemi AC.Idade - 20 anos (3 de março de 1916)
- Imre Kőműves:Clube - Soproni Vasutas Sportegylet

Meio-campistas *
- Lajos Bonyhai:Clube - Miskolci Attila.Idade - 23 anos (29 de junho de 1913)
- György Honti
- Gyula Király:Clube - BSZKRT.Idade - 27 anos (28 de outubro de 1908)
- Pál Lágler:Clube - Magyar Pamutipari Sport Club.Idade - 22 anos (8 de outubro de 1913)

Atacantes *
- András Bérczes:Clube - Pécsi VSK.Idade - 26 anos (5 de novembro de 1909)
- Mihály Csutorás:Clube - Herminamezei AC.Idade - 24 anos (7 de março de 1912)
- Lipót Kállai:Clube - Újpesti TE.Idade - 23 anos (27 de dezembro de 1912)
- Gyula Kiss:Clube - Ferencvárosi TC.Idade - 20 anos (14 de maio de 1916)
- József Soproni:Clube - Soproni AC.Idade - 23 anos (26 de janeiro de 1913)
- * as posições em que jogavam Gyula Karácsonyi,László Keszei e Gyula Krivicz são desconhecidas.

sabe-se que Krivicz jogava no Dunagőzhajózási Villamostelepi AC.

## Itália
Técnico:Vittorio Pozzo
Goleiros
- Gianni Ferrero:Clube - A.C. Fucecchio
- Paolo Vannucci:Clube - Pisa Calcio
- Bruno Venturini:Clube - Sampierdarenese.Idade - 24 anos (26 de setembro de 1911)

Zagueiros
- Alfredo Foni:Clube - Juventus F.C..Idade - 25 anos (20 de janeiro de 1911)
- Libero Marchini:Clube - A.S. Lucchese-Libertas.Idade - 21 anos (31 de outubro de 1914)
- Lamberto Petri:Clube - Bologna F.C.
- Pietro Rava:Clube - Juventus F.C..Idade - 20 anos (21 de janeiro de 1916)
- Corrado Tamietti:Clube - Brescia Calcio

Meio-campistas
- Giuseppe Baldo:Clube - S.S. Lazio.Idade - 22 anos (27 de julho de 1914)
- Carlo Biagi:Clube - Pisa Calcio.Idade - 32 anos (20 de abril de 1904)
- Adolfo Giuntoli:Clube - Alessandria Calcio
- Ugo Locatelli:Clube - AS Ambrosiana-Inter.Idade - 20 anos (5 de de fevereiro de 1916)
- Achille Piccini:Clube - ACF Fiorentina.Idade - 24 anos (24 de outubro de 1911)
- Sandro Puppo:Clube - Piacenza Calcio.Idade - 18 anos (28 de janeiro de 1918)
- Luigi Scarabello:Clube - Spezia Calcio 1906.Idade - 20 anos (17 de junho de 1916)

Atacantes
- Sergio Bertoni:Clube - Pisa Calcio.Idade - 20 anos (23 de setembro de 1915)
- Giulio Cappelli:Clube - Viareggio Calcio.Idade - 25 anos (4 de março de 1911)
- Annibale Frossi:Clube - AS Ambrosiana-Inter.Idade - 24 anos (6 de agosto de 1911)
- Francesco Gabriotti:Clube - S.S. Lazio.Idade - 21 anos (12 de agosto de 1914)
- Carlo Girometta:Clube - Piacenza Calcio.Idade - 22 anos (9 de novembro de 1913)
- Alfonso Negro:Clube - ACF Fiorentina.Idade - 21 anos (5 de julho de 1915)
- Mario Nicolini:Clube - Livorno Calcio

## Japão
Técnico:Shigeyoshi Suzuki
Goleiros
- Sei Fuwa:Clube - Waseda University Senior High School.Idade - 21 ou 22 anos (1914)
- Rihei Sano:Clube - Waseda University.Idade - 23 anos (21 de setembro de 1912)

Zagueiros
- Tadao Horie:Clube - Waseda University.Idade - 22 anos (13 de setembro de 1913)
- Yasuo Suzuki:Clube - Waseda University.Idade - 23 anos (30 de abril de 1913)
- Teizo Takeuchi:Clube - Universidade de Tóquio.Idade - 27 anos (6 de novembro de 1908)

Meio-campistas
- Kim Yong-Sik:Clube - Gyeongseong FC.Idade - 26 anos (27 de julho de 1910)
- Koichi Oita:Clube - Universidade de Tóquio.Idade - 22 anos (9 de abril de 1914)
- Sekiji Sasano:Clube - Waseda University
- Toyoji Takahashi:Clube - Universidade de Tóquio.Idade - 22 ou 23 anos (1913)
- Motoo Tatsuhara:Clube - Waseda University.Idade - 23 anos (14 de janeiro de 1913)

Atacantes
- Shogo Kamo:Clube - Waseda University.Idade - 20 anos (12 de dezembro de 1915)
- Takeshi Kamo:Clube - Waseda University.Idade - 21 anos (8 de fevereiro de 1915)
- Taizo Kawamoto:Clube - Waseda University.Idade - 22 anos (17 de janeiro de 1914)
- Akira Matsunaga:Clube - Tokyo Bunri University.Idade - 21 anos (21 de setembro de 1914)
- Shoichi Nishimura:Clube - Waseda University.Idade - 23 ou 24 anos (1912)
- Tokutaro Ukon:Clube - Universidade Keio.Idade - 22 anos (23 de setembro de 1913)

## Luxemburgo
Técnico:Paul Feierstein
Goleiros
- Jean-Pierre Hoscheid:Clube - Jeunesse Esch.Idade - 24 anos (22 de junho de 1912)

Zagueiros
- Joseph Fischer:Clube - The National Schifflange.Idade - 27 anos (24 de fevereiro de 1909)
- Jean-Pierre Frisch:Clube - The National Schifflange.Idade - 28 anos (7 de maio de 1908)
- Arnold Kieffer:Clube - FC Progrès Niedercorn.Idade - 25 anos (30 de setembro de 1910)
- Victor Majerus:Clube - Jeunesse Esch.Idade - 23 anos (26 de março de 1913)
- Pierre Mousel:Clube - Jeunesse Esch.Idade - 21 anos (10 de maio de 1915)
- Jean Schmit:Clube - Stade Dudelange.Idade - 21 anos (27 de abril de 1915)

Meio-campistas
- Robert Feyder:Clube - FC Progrès Niedercorn.Idade- 20 anos (12 de junho de 1916)
- Oscar Stamet:Clube - CA Spora Luxembourg.Idade - 22 anos (9 de setembro de 1913)

Atacantes
- Robert Geib:Clube - CA Spora Luxembourg.Idade - 24 anos (2 de novembro de 1911)
- Gusty Kemp:Clube - AS Differdingen.Idade - 19 anos (24 de fevereiro de 1917)
- Léon Mart:Clube - CS Fola Esch.Idade - 21 anos (18 de setembro de 1914)
- Ernest Mengel:Clube - Stade Dudelange.Idade - 23 anos (27 de março de 1913)
- Théophile Speicher:Clube - CA Spora Luxembourg.Idade - 26 anos (12 de agosto de 1909)
- Nicolas Touba:Clube - CS Fola Esch.Idade - 23 anos (7 de março de 1913)

## Noruega
Técnico:Asbjørn Halvorsen
Goleiros
- Håkon Gundersen:Clube - Frigg Oslo F.K..Idade - 28 anos (18 de setembro de 1907)
- Henry Johansen:Clube - Vålerengen.Idade - 32 anos (21 de julho de 1904)

Zagueiros
- Øivind Holmsen:Clube - FC Lyn Oslo.Idade - 24 anos (28 de abril de 1912)
- Fredrik Horn:Clube - FC Lyn Oslo.Idade - 20 anos (8 de junho de 1916)

Meio-campistas
- Nils Eriksen:Clube - Odd Grenland.Idade - 25 anos (5 de março de 1911)
- Sverre Hansen:Clube - Fram Larvik.Idade - 23 anos (23 de junho de 1913)
- Kristian Henriksen:Clube - FC Lyn Oslo.Idade - 25 anos (3 de março de 1911)
- Rolf Holmberg:Clube - Odd Grenland.Idade - 21 anos (24 de agosto de 1914)
- Jørgen Juve:Clube - FC Lyn Oslo.Idade - 29 anos (2 de novembro de 1906)

Atacantes
- Arne Brustad:Clube - FC Lyn Oslo.Idade - 24 anos (14 de abril de 1912)
- Odd Frantzen:Clube - SK Hardy.Idade - 23 anos (10 de janeiro de 1913)
- Magnar Isaksen:Clube - FC Lyn Oslo.Idade - 25 anos (13 de outubro de 1910)
- Reidar Kvammen:Clube - Viking FK.Idade - 22 anos (23 de julho de 1914)
- Arne Ileby:Clube - Fredrikstad FK.Idade - 22 anos (2 de dezembro de 1913)
- Alf Martinsen:Clube - Lillestrøm SK.Idade - 24 anos (29 de dezembro de 1911)
- Magdalon Monsen:Clube - SK Hardy.Idade - 26 anos (19 de abril de 1910)
- Frithjof Ulleberg:Clube - FC Lyn Oslo.Idade - 24 anos (10 de setembro de 1911)

## Peru
Técnico:Alberto Denegri
Goleiros
- Víctor Marchena:Clube - Sport Boys
- Juan Valdivieso:Clube - Alianza Lima.Idade - 26 anos (6 de maio de 1910)

Zagueiros
- Raúl Chappell Morales:Clube - Sport Boys.Idade - 25 anos (23 de julho de 1911)
- Arturo Férnandez:Clube - Universitario de Deportes.Idade - 26 anos (10 de abril de 1910)
- Eulogio Garcia:Clube - Alianza Lima.Idade - 25 anos (11 de março de 1911)
- José Maria Lavalle:Clube - Alianza Lima.Idade - 25 anos (5 de junho de 1911)
- Guillermo Pardo;Clube - Sport Boys

Meio-campistas
- Segundo Castillo:Clube - Sport Boys.Idade - 23 anos (17 de julho de 1913)
- Orestes Jordán Cánepa;Clube - Universitario de Deportes.Idade - 22 anos (21 de novembro de 1913)
- Carlos Tovar Venegas:Clube - Universitario de Deportes.Idade - 21 anos (2 de abril de 1915)
- Carlos Portal:Clube - Sport Boys
- Enrique Landa:Clube - Alianza Lima

Atacantes
- Jorge Alcalde Millos:Clube - Sport Boys.Idade - 19 anos (26 de novembro de 1916)
- Teodoro Alcalde Millos:Clube - Sport Boys.Idade - 22 anos (20 de setembro de 1913)
- Teodoro Fernández:Clube - Universitario de Deportes.Idade - 23 anos (20 de maio de 1913)
- Adelfo Magallanes Campos:Clube - Alianza Lima.Idade - 22 anos (29 de agosto de 1913)
- José Morales:Clube - Alianza Lima.Idade - 26 anos (15 de março de 1910)
- Alejandro Villanueva:Clube - Alianza Lima.Idade - 28 anos (4 de junho de 1908)
- Andrés Álvarez:Clube - Sport Boys
- Pedro Ibáñez:Clube - Sport Boys
- Miguel Pacheco:Clube - Sport Boys
- Arturo Paredes:Clube - Sport Boys

## Polónia
Técnico:Józef Kałuża
Goleiros
- Spirydion Albański:Clube - Pogoń Lwów.Idade - 28 anos (4 de outubro de 1907)
- Marian Fontowicz:Clube - Warta Poznań.Idade - 29 anos (11 de agosto de 1914)
- Edward Madejski:Clube - Wisła Kraków.Idade - 21 anos (11 de agosto de 1914)

Zagueiros
- Antoni Gałecki:Clube - ŁKS Łódź.Idade - 30 anos (4 de junho de 1906)
- Henryk Martyna:Clube - Legia Warsaw.Idade - 28 anos (14 de novembro de 1907)
- Alojzy Sitko:Clube - Wisła Kraków.Idade - 25 anos (5 de julho de 1911)
- Władysław Szczepaniak:Clube - Polonia Warsaw.Idade - 26 anos (19 de maio de 1910)

Meio-campistas
- Franciszek Cebulak:Clube - Legia Warsaw.Idade - 29 anos (16 de setembro de 1906)
- Ewald Dytko:Clube - Dąb Katowice.Idade - 21 anos (18 de outubro de 1914)
- Wilhelm Góra:Clube - Cracovia Kraków.Idade - 20 anos (18 de janeiro de 1916)
- Józef Kotlarczyk:Clube - Wisła Kraków.Idade - 29 anos (13 de fevereiro de 1907)
- Wilhelm Piec:Clube - Naprzód Lipiny.Idade - 20 anos (2 de novembro de 1915)
- Jan Wasiewicz:Clube - Pogoń Lwów.Idade - 25 anos (6 de janeiro de 1911)

Atacantes
- Hubert Gad:Clube - Śląsk Świętochłowice.Idade - 21 anos (15 de agosto de 1914)
- Walerian Kisieliński:Clube - Polonia Warsaw.Idade - 29 anos (1 de março de 1907)
- Michał Matyas:Clube - Pogoń Lwów.Idade - 25 anos (28 de setembro de 1913)
- Walenty Musielak:Clube - HCP Poznań.Idade - 23 anos (7 de fevereiro de 1913)
- Teodor Peterek:Clube - Ruch Chorzów.Idade - 25 anos (7 de novembro de 1910)
- Ryszard Piec:Clube - Naprzód Lipiny.Idade - 22 anos (17 de agosto de 1913)
- Friedrich Scherfke:Clube - Warta Poznań.Idade - 26 anos (7 de setembro de 1909)
- Gerard Wodarz:Clube - Ruch Chorzów.Idade - 22 anos (10 de agosto de 1913)
- Jerzy Wostal:Clube - AKS Chorzow.Idade - 22 anos (6 de dezembro de 1914)

## Suécia
Técnico:Gustaf Carlsson
Goleiros
- Sven Bergquist:Clube - AIK Fotboll.Idade - 21 anos (20 de agosto de 1914)
- Gustav Sjöberg:Clube - AIK Fotboll.Idade - 23 anos (23 de março de 1913)

Zagueiros
- Otto Andersson:Clube - Örgryte IS.Idade - 26 anos (7 de maio de 1910)
- Erik Källström:Clube - IF Elfsborg.Idade - 28 anos (5 de março de 1908)
- Walter Sköld:Clube - AIK Fotboll

Meio-campistas
- Erik Almgren:Clube - AIK Fotboll.Idade - 28 anos (28 de janeiro de 1906)
- Victor Carlund:Clube - Örgryte IS.Idade - 20 anos (5 de fevereiro de 1906)
- Arvid Emanuelsson:Clube - IF Elfsborg.Idade - 22 anos (25 de dezembro de 1913)
- Isidor Eriksson:Clube - AIK Fotboll.Idade - 26 anos (11 de novembro de 1909)
- Torsten Johansson:Clube - IFK Norrköping.Idade - 30 anos (17 de janeiro de 1906)
- Einar Snitt:Clube - Sandvikens IF

Atacantes
- Bertil Ericsson:Clube - Sandvikens IF.Idade - 27 anos (6 de novembro de 1908)
- Karl-Erik Grahn:Clube - IF Elfsborg.Idade - 21 anos (5 de novembro de 1912)
- Åke Hallman:Clube - IF Elfsborg.Idade - 23 anos (12 de novembro de 1912)
- Sven Jonasson:Clube - IF Elfsborg.Idade - 27 anos (9 de julho de 1909)
- Gustaf Josefsson:Clube - AIK Fotboll.Idade - 20 anos (16 de fevereiro de 1916)
- Erik Persson:Clube - AIK Fotboll.Idade - 26 anos (19 de novembro de 1909)

## Turquia
Técnico: James Elliot Donnelly
Goleiros
- Cihat Arman:Clube - Gençlerbirliği S.K..Idade - 21 anos (16 de julho de 1915)
- Avni Kugan:Clube - Galatasaray S.K.

Zagueiros
- Yaşar Alparslan:Clube - Fenerbahçe S.K..Idade - 22 anos (23 de março de 1914)
- Faruk Barlas:Clube - Galatasaray S.K.
- Hüsnü Savman:Clube - Beşiktaş J.K..Idade - 27 anos (18 de agosto de 1908)

Meio-campistas
- Lütfü Aksoy:Clube - Galatasaray S.K..Idade - 25 anos (17 de julho de 1911)
- İsmail Hakkı Alaç:Clube - Galatasaray S.K..Idade - 25 anos (25 de maio de 1911)
- Mehmet Reşat Nayır:Clube - Fenerbahçe S.K..Idade - 25 anos (13 de julho de 1911)
- İbrahim Tusder:Clube - Güneş SK.Idade - 21 anos (15 de janeiro de 1915)

Atacantes
- Sait Altınordu:Clube - Altınordu S.K..Idade - 24 anos (24 de julho de 1912)
- Fikret Arıcan:Clube - Fenerbahçe S.K..Idade - 24 ou 25 anos (1911)
- Necdet Cici:Clube - Galatasaray S.K.
- Rebii Erkal:Clube - Güneş SK.Idade - 25 anos (10 de fevereiro de 1911)
- Şeref Görkey:Clube - Beşiktaş J.K..Idade - 22 ou 23 anos (1913)
- Gündüz Kılıç:Clube - Galatasaray S.K..Idade - 16 ou 17 anos (1919)
- Niyazi Sel:Clube - Fenerbahçe S.K..Idade - 28 anos (12 de março de 1908)
- Hakkı Yeten:Clube - Beşiktaş J.K..Idade - 25 ou 26 anos (1910)
- * não se sabe as posições em que jogavam os jogadores Fuad Göztepe e Adil Bumin.[3]